# 蒂朗日
蒂朗日（法語：Tiranges，法語發音：[tiʁɑ̃ʒ]）是法国上卢瓦尔省的一个市镇，位于该省北部偏东，属于伊桑若区。

## 地理
蒂朗日（45°18'15"N, 3°59'18"E）面积26.83 平方千米，位于法国奥弗涅-罗讷-阿尔卑斯大区上盧瓦爾省，该省份为法国中南部省份，北起多姆山省和卢瓦尔省，西接康塔爾省，南至洛泽尔省，东临阿尔代什省。
与蒂朗日接壤的市镇（或旧市镇、城区）包括：巴斯昂巴塞、博扎克、布瓦塞、勒图尔纳克、圣安德烈德沙朗孔、索利尼亚克苏罗什、瓦尔普里瓦。
蒂朗日的时区为UTC+01:00、UTC+02:00（夏令时）。

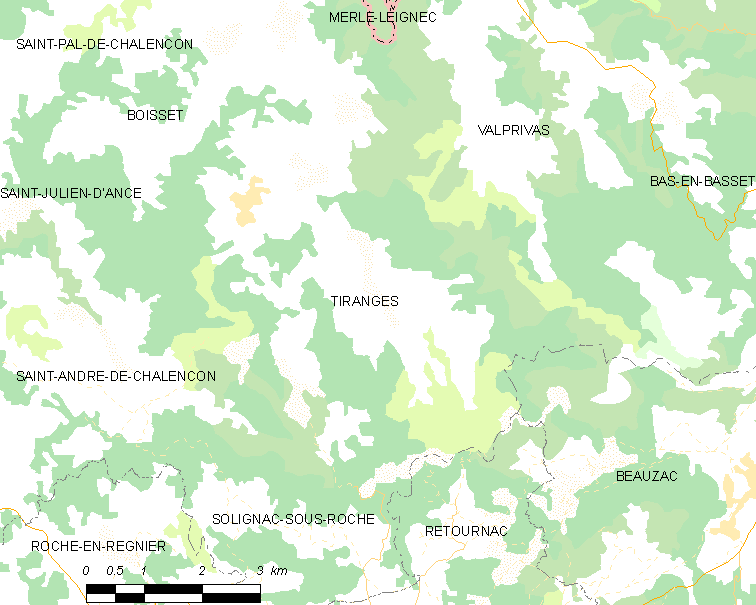
蒂朗日的OSM定位图

## 行政
蒂朗日的邮政编码为43530，INSEE市镇编码为43246。

## 政治
蒂朗日所属的省级选区为巴斯昂巴塞县。

## 交通
上卢瓦尔省省道D24线和D44线在境内交汇。

## 人口

1962-2008年间蒂朗日人口变化图示

蒂朗日于2022年1月1日时的人口数量为455人。